# Orbilia cruenta
Orbilia cruenta är en svampart som först beskrevs av Ludwig David von Schweinitz, och fick sitt nu gällande namn av Andrew Price Morgan 1902. Orbilia cruenta ingår i släktet Orbilia och familjen vaxskålar.   Inga underarter finns listade i Catalogue of Life.